# Fakkeh
Fakkeh (en persan : فكه) est une région frontalière entre l'Iran et l'Irak ; une zone désertique située au nord-ouest du Khuzestan et au sud-est de la province Ilam,. Cette région est peu peuplée à cause de la sécheresse.

## Histoire
Dans la guerre Iran-Irak, les forces armées irakiennes ont attaqué au nord de Fakkeh. Elles ont atteint la route de Karkheh et Ahvaz-Andimeshk en passant le Fakkeh. Cette région fut un des axes principaux des attaques irakiennes au début de la guerre,,. Les batailles de Zafar 4, Ashura 3, "Wal Fadjr Préparative" et "Wal Fadjr 1" eurent lieu dans la région. La plupart des forces armées iraniennes ont été tuées dans le Fakkeh, sans boire une seule goutte d'eau. La situation de Fakkeh a été considérée comme celle de la bataille de Karbala. Les cadavres de 120 soldats iraniens ont été trouvés après la guerre Iran-Irak. Les cadavres y étaient restés depuis 1982. Pendant ces batailles, deux grands commandants de l’armée des gardiens de la Révolution, Madjid Baghâei et Hassan Bâgheri sont morts. Morteza Avini, un reporter de la télévision iranienne, y trouve la mort en 1993, lors d’une visite sur le front de la guerre.

## Opérations en Fakkeh
- Opération Wal Fadjr Préparative[10]
- Opération Wal Fajr-1[11]
- Opération Ashoura [12]
- Opération Zafar[13]